# Graça Machel
Graça Machel, född Simbine den 17 oktober 1945 i Incadine i Gazaprovinsen i Moçambique, var Nelson Mandelas hustru från den 18 juli 1998 och fram till hans död den 5 december 2013; hon är även änka efter Moçambiques president Samora Machel. Hon var Moçambiques utbildningsminister och första dam 1975–1986 och Sydafrikas första dam 1998–1999.

## Biografi
Graça Simbine föddes i byn Incadine i Gazaprovinsen vid kusten i södra Moçambique. Hennes föräldrar var bönder och tillhörde metodistkyrkan. Fadern arbetade emellanåt i gruvor i Sydafrika och dog två veckor innan Simbine föddes. Simbine fick gå i en missionsskola och fick stipendium för att fortsätta i gymnasiet i Lourenço Marques. Hon var den enda mörkhyade i en klass med 40 vita barn. Hon bestämde sig för att bli en revolutionär och befria och utbilda sitt folk. Hon fick stipendium för att studera språk vid Lissabons universitet i Portugal. År 1973 återvände Simbine till Moçambique, gick med i befrielserörelsen Frelimo och arbetade som skollärare.

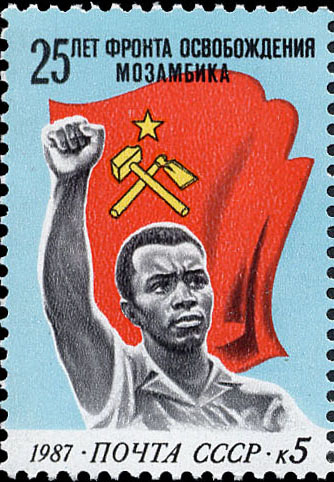
1987 CPA 5844

När Moçambique blev självständigt den 25 juni 1975 utsågs Graça Simine till utbildningsminister. Två månader senare gifte hon sig med Frelimos ledare Samora Machel. Bland gästerna var Zambias första president Kenneth Kaunda. De fick två barn, Josefina och Malengani.
År 1977 utbröt inbördeskrig mellan Frelimo med stöd av Kuba och Sovjetunionen och Renamo med stöd av CIA och Sydafrika. Hösten 1986 deltog Samora Machel på en konferens i Zambia. På hemvägen störtade presidentens flygplan, en Tupolev Tu-134. Apartheidregeringen i Sydafrika beskylldes för inblandning, men bevis har inte framkommit.
År 1989 lämnade Machel ministerposten och grundade FDC, stiftelsen för utveckling av Moçambique.
År 1992 träffades Graça Machel och Nelson Mandela och blev kompanjoner. De gifte de sig den 18 juli 1998 på Mandelas 80-årsdag.

## Uppdrag
- Minister för utbildning och kultur i Moçambique (1975-1989).
- Ordförande för National Organization of Children i Moçambique.
- Delegat vid Unicef:s konferens i Zimbabwe 1998.
- Ordförande i UNESCO-rådet.
- Medlem Samväldets grupp "Framstående personer".
- Kansler vid African Leadership University.[4]

## De äldres råd
Den 18 juli 2007 sammankallade Nelson Mandela, Graça Machel och Desmond Tutu The Elders och utlyste den nya organisationen bestående av pensionerade statsmän och människorättsaktivister. Gruppen arbetar med tematiska och geografiskt specifika ämnen och prioriterar: Israel–Palestina-konflikten, Koreahalvön, Sudan och Sydsudan, Hållbar utveckling och Kvinnors rättigheter.
Machel har särskilt engagerat sig i The Elders arbete med barnäktenskap och grundat Girls Not Brides: The Global Partnership to End Child Marriage.

## Afrikanska framstegspanelen
Machel är medlem i AFP, en grupp framstående individer som förespråkar högsta nivå för rättvis och hållbar utveckling i Afrika. Varje år publiceras en rapport, Africa Progress Report, som beskriver en fråga av synnerlig betydelse för kontinenten och förslag till handlingsprogram.

## Priser och utmärkelser
- Nansenpriset,  1995
- Prinsessan av Asturiens pris för internationellt samarbete,  1998
- Nord-Syd-priset,  1998
- Storkorset av Isabella den katolskas orden,  1999[8]
- The World's Children's Prize for the Rights of the Child, med  Nelson Mandela,  2005
- Hedersdoktor vid Barcelonas universitet,  23 april 2008[9]
- Fellow of the African Academy of Sciences,  2019[10]
- Hedersdoktor vid Universitetet i Leiden,  8 februari 2021[11]
- Honorary Fellow of the British Academy
- Dame Commander av Brittiska imperieorden

[Redigera Wikidata]
- 2008 – Hedersdoktor vid universitetet i Stellenbosch, Sydafrika
- 2008 – Hedersdoktor vid universitetet i Évora, Portugal
- 2010 – Årtiondets barnrättshjältar. World’s Children’s Prize anordnade en särskild världsomröstning om vem av alla de barnrättshjältar som mottagit World’s Children’s Prize som skulle utses till Årtiondets barnrättshjältar[12]. 7,1 miljoner barn var med och röstade fram Graça Machel och Nelson Mandela.